# Segreteria del Partito Comunista Cinese
La Segreteria del Partito Comunista Cinese, ufficialmente nota con la denominazione Segreteria del Comitato centrale del Partito Comunista Cinese (中国共产党中央委员会书记处S, Zhōngguó Gòngchǎndǎng Zhōngyāng Wěiyuánhuì ShūjìchùP), è l'organo tecnico esecutivo del Comitato centrale del Partito Comunista Cinese.
La Segreteria, introdotta per la prima volta dal VII Congresso del 1945, ma non più contemplata dal 1956 al 1982, è composta dai segretari del Comitato Centrale, sottoposti al segretario generale e nominati dall'Ufficio Politico. Essi si occupano della gestione tecnica degli alti organi del Partito, in particolare delle nomine e promozioni.

## Segretari
- VII Comitato Centrale del PCC
  - Mao Zedong, Zhu De, Liu Shaoqi, Zhou Enlai, Ren Bishi.
- XII Comitato Centrale del PCC
  - Wan Li, Xi Zhongxun, Deng Liqun, Yang Yong, Yu Qiuli, Gu Mu, Chen Pixian, Hu Qili, Yao Yilin, Qiao Shi, Hao Jianxiu.
- XIII Comitato Centrale del PCC
  - Hu Qili, Qiao Shi, Rui Xingwen, Yan Mingfu, Wen Jiabao.
- XIV Comitato Centrale del PCC
  - Hu Jintao, Ding Guangen, Wei Jianxing, Wen Jiabao, Ren Jianxin.
- XV Comitato Centrale del PCC
  - Hu Jintao, Wei Jianxing, Ding Guangen, Zhang Wannian, Luo Gan, Wen Jiabao, Zeng Qinghong.
- XVI Comitato Centrale del PCC
  - Zeng Qinghong, Liu Yunshan, Zhou Yongkang, He Guoqiang, Wang Gang, Xu Caihou, He Yong.
- XVII Comitato Centrale del PCC
  - Xi Jinping, Liu Yunshan, Li Yuanchao, He Yong, Ling Jihua, Wang Huning.